# Taxonomische rang
Een taxonomische rang of taxon is een niveau in de hiërarchische indeling (taxonomie) van organismen.
In de taxonomie is de rang van een bepaalde taxonomische groep enigszins arbitrair. Een rang wordt door de onderzoeker mede gekozen op grond van reeds bekende informatie over onderliggende en bovenliggende groepen, en die van zustergroepen. Taxonomische groepen kunnen dus op grond van nieuwe inzichten een andere rang krijgen.
De naamgeving van organismen staat beschreven in de verschillende nomenclatuurcodes. De namen van de hogere taxa hebben vaak een uitgang die de taxonomische rang van dat taxon aangeven. Deze uitgangen zijn niet altijd voorgeschreven, er kan van worden afgeweken. Zo verschilt de uitgang voor dezelfde taxonomische rang van 'familie' voor verschillende groepen organismen: -oidea bij dieren, -aceae bij planten, algen en schimmels, en -viridae bij virussen.

## Traditionele rangen
De traditionele rangen voor taxonomische groepen zijn als volgt, van veelomvattend naar minder omvattend:
- Rijk
  -  Stam
    -  Klasse
      -  Orde
        -  Familie
          -  Geslacht
            -  Soort

Op tussenliggende plaatsen zijn tussenrangen, zoals onderfamilie, superfamilie, onderorde en superorde.
Taxonomische hiërarchie houdt in dat elk taxon (vanaf het niveau van soort) onder slechts één taxon valt van het eerstvolgende hogere niveau. De centrale rang daarbij is de soort, die altijd een tweeledige naam krijgt: het geslacht waarin de soort is ingedeeld, met hoofdletter, en daarachter de soortsaanduiding of epitheton, met kleine letter. Geslachten worden samengevoegd tot families, deze weer tot ordes, klasses, stammen en rijken. Het hoogste niveau omvat theoretisch alle levende organismen. Soorten kunnen weer worden onderverdeeld in ondersoorten, variëteiten en vormen. Genus is een ander woord voor geslacht.

## Taxonomische rang en fylogenie
| - Domein - Supergroep - Rijk - Stam - Klasse - Orde - Familie - Geslacht - Soort - Variëteit - Vorm | - imperium - regnum - fylum - classis - ordo - familia - genus - species - varietas - forma |

De hiërarchische indeling in de taxonomie weerspiegelt de afstammingsgeschiedenis (fylogenie) van de elkaar opvolgende taxa. Moderne moleculaire onderzoeksmethoden hebben geleid tot de constructie van zeer gedetailleerde stambomen, te gedetailleerd om al deze informatie in een taxonomische indeling te vatten. Om dit toch enigszins weer te geven zijn de niveaus van domein en supergroep aan de biologische taxonomie toegevoegd.
De cladistiek analyseert methodisch de evolutionaire relaties tussen verschillende soorten organismen. In de cladistiek worden echter vele hiërarchische vertakkingen niet meer benoemd of een rang toegekend.

### Voorbeeld
Een taxonomische indeling is een sterk vereenvoudigde weergave van een fylogenetische stamboom. In het ideale geval vertakken clades zich hoogstens in twee takken, terwijl taxa vaak meer dan twee onderliggende taxa hebben van een lagere rang. Zo heeft de stam van de mossen in onderstaand schema 8 onderliggende klassen.
| Voorbeeld van een vergelijking van een fylogenetische stamboom en een taxonomische indeling (Mossen) | Voorbeeld van een vergelijking van een fylogenetische stamboom en een taxonomische indeling (Mossen) |
| Fylogenetische stamboom | Taxonomische indeling |
| --- | --- |
| - Embryophyta (landplanten) - Marchantiophyta (Levermossen) - - Bryophyta (Mossen) - - Sphagnopsida met o.a. Sphagnum (Veenmos) - Takakiopsida met Takakia - - - Andreaeaobryopsida - Andreaeopsida met o.a. Andreaea (Hunnebedmos) - - Polytrichopsida met o.a. Polytrichum (Haarmos) en Dawsonia - - Tetraphidopsida met o.a. Tetraphis (Viertandmos) - - Buxbaumiopsida met Buxbaumia (Kaboutermos) - Bryopsida - - Anthocerotophyta (Hauwmossen) - Tracheophyta (Vaatplanten) | - Rijk Embryophyta (landplanten) - Stam Marchantiophyta (Levermossen) - Stam Bryophyta (Mossen) - Klasse Sphagnopsida met o.a. Sphagnum (Veenmos) - Klasse Takakiopsida met Takakia - Klasse Andreaeaobryopsida - Klasse Andreaeopsida met o.a. Andreaea (Hunnebedmos) - Klasse Polytrichopsida met o.a. Polytrichum (Haarmos) en Dawsonia - Klasse Tetraphidopsida met o.a. Tetraphis (Viertandmos) - Klasse Buxbaumiopsida met Buxbaumia (Kaboutermos) - Klasse Bryopsida (Bladmossen) - Stam Anthocerotophyta (Hauwmossen) - Stam Tracheophyta (Vaatplanten) |

## Virussen
| - (Orde) - Familie - (Onderfamilie) - Geslacht - Soort |

Virussen worden niet als levende organismen beschouwd en vielen dan ook niet onder de nomenclatuurcodes. De International Committee on Taxonomy of Viruses (ICTV) ontwikkelde het huidige classificatiesysteem en schreef richtlijnen die een groter belang stelden aan bepaalde viruseigenschappen met een daaraan gekoppelde indeling in families. Een uniforme taxonomie werd vastgelegd. Het 7e ICTV rapport formaliseerde voor het eerst een concept waarin virussoorten de laagste rang werd in de hiërarchische indeling van virale taxa.